# Perot Gascó
Perot o Pere Gascó (Vic, ca. 1502/1505-1546) va ser un pintor renaixentista català, fill del navarrès Joan Gascó.
La seva activitat està documentada a partir de 1523 en el taller familiar, en el qual hauria assumit una responsabilitat progressivament més gran i que dirigirà a partir de la mort del seu pare, el 1528, fins a 1546, any de la seva pròpia mort, ja que consta que el 12 de juliol d'aquest any va ser enterrat a Vic.
El taller, fundat per Joan Gascó i assentat a la dècada de 1520 a Vic, des d'on monopolitzava els principals encàrrecs pictòrics de la comarca d'Osona i dels seus voltants, havia consolidat uns estilemes propis que, partint de models tardogòtics, se servia de la pintura a l'oli i incorporava personatges i tipus copiats d'estampes xilogràfiques de Martin Schongauer i Albrecht Dürer principalment. Perot, que podria haver completat la seva formació amb Aine Bru a Barcelona, incorporava als escenaris perspectives arquitectòniques renaixentistes, com les que es troben a la Resurrecció de sis morts davant les relíquies de sant Esteve, taula procedent del retaule major de l'església parroquial de La Vall d'en Bas, a la comarca de la Garrotxa, conservada en el MNAC.
La col·laboració de pare i fill s'ha estudiat particularment en Sant Bartomeu destruint els ídols (Museu Episcopal de Vic), única taula subsistent del retaule de la capella de Sant Bartomeu de l'Hospital dels Pelegrins de Vic, contractat el 1525.